# Jardim Brasil (Goiânia)
Jardim Brasil é um bairro da cidade brasileira de Goiânia, situado na região leste, próximo ao Conjunto Riviera, Estádio Serra Dourada e o Paço Municipal.
Planejado e horizontal, possui infraestrutura tanto em vias sinalizadas, iluminadas, como também a padronização do tamanho de terrenos. A praça principal do bairro é a 13 de maio. O comércio está em expansão de crescimento, a característica mais predominante do bairro é residencial. Há pouco tempo, o antigo bairro Vila Maricá passou a ser também parte do Jardim Brasil, fazendo com que sua área se tornasse maior.
Segundo dados da Prefeitura de Goiânia, o Jardim Brasil faz parte do 27º subdistrito de Goiânia, chamado de Riviera/Água Branca. O subdistrito abrange, além dos três bairros, a Vila Maricá, Aruanã, Sonho Verde e Jardim Califórnia.
Segundo dados do Instituto Brasileiro de Geografia e Estatística (IBGE), divulgados pela prefeitura, no Censo 2010 a população do Jardim Brasil era de 3 121 pessoas.